# Hội Toán học Iran
Hội Toán học Iran (IMS) là tổ chức toán học ở Iran. Tổ chức chính thức đăng ký hoạt động vào năm 1971 bởi Giáo sư Mehdi Behzad, chủ tịch đầu tiên của IMS. Chủ tịch hiện tại của IMS là Giáo sư Mohammad Sal Moslehian.

## Mục tiêu
Các mục tiêu chính của IMS bao gồm thúc đẩy giáo dục và nghiên cứu trong các ngành khoa học toán học, cũng như khuyến khích nhận thức về toán học và mối liên hệ với các ngành khoa học cơ bản khác.

## Công bố
Xuất bản phẩm đầu tiên của IMS là Bulletin of the Iranian Mathematical Society, lần đầu tiên được xuất bản vào năm 1973. Các xuất bản phẩm khác của hội bao gồm
- Journal of the Iranian Mathematical Society[4]
- Culture and Thoughts of Mathematics[5]
- Newsletter of the Iranian Mathematical Society[6]

## Giải thưởng
Hội IMS chịu trách nhiệm trao một số các giải thưởng:
- Giải thưởng Mirzakhani
- Giải thưởng Riazi Kermani
- Giải thưởng Behzad
- Giải thưởng Radjabalipour
- Giải thưởng Vesal
- Giải thưởng Shafieiha
- Giải thưởng Hashtroudi
- Giải thưởng Fatemi
- Giải thưởng Mosahab
- Giải thưởng Ghorbani